# Setopus chatticus
Setopus chatticus is een buikharige uit de familie Dasydytidae. Het dier komt uit het geslacht Setopus. Setopus chatticus werd in 1990 voor het eerst wetenschappelijk beschreven door Schwank. 